# ドミニク・ロジャース＝クロマティ
ドミニク・ロジャース＝クロマティ（Dominique Rodgers-Cromartie 1986年4月7日- ）はフロリダ州ブレイデントン出身の元アメリカンフットボール選手。現役時代のポジションはディフェンシブバック。

## 経歴

### プロ入り前
生まれつき腎臓の片方が機能しておらず、幼いときに摘出している。テネシー州立大学でプレーした彼は当初評価が低かったがシニアボウルウィークに評価が高まった。NFLコンバインではファビアン・ワシントンと共に全選手中トップの4秒29を記録した。

### アリゾナ・カージナルス
2008年のドラフト1巡全体16位でアリゾナ・カージナルスに指名され、同年7月25日、5年間1510万ドル（900万ドルの保障）の契約を結び入団した。1年目はロデリック・フッド、エリック・グリーンから先発の座を奪えず、ニッケルバックとして起用された。第11週のシアトル・シーホークス戦でマット・ハッセルベックから2インターセプトを奪い26-20の勝利に貢献した。第14週のセントルイス・ラムズ戦では第4Q終盤、99ヤードのインターセプトリターンタッチダウンをあげて勝利に貢献、この試合でチームは地区優勝を決めた。この年チームトップの4インターセプトをあげた。アトランタ・ファルコンズとのワイルドカードプレーオフではマット・ライアンからロディ・ホワイトへのパスをインターセプト、チームは1947年以来となるプレーオフホームでの勝利をあげた。続くカロライナ・パンサーズとのディビジョナルプレーオフでも第2Q、ジェイク・デロームのパスをレッドゾーンでインターセプトした。チームはNFCチャンピオンシップゲームでフィラデルフィア・イーグルスを破り第43回スーパーボウル出場を果たしたが、ピッツバーグ・スティーラーズに敗れた。
2009年、6インターセプト、50タックル、3ファンブルフォースをあげてプロボウルに選出されたが、ディビジョナルプレーオフのニューオーリンズ・セインツ戦で左ひざ靭帯を負傷したため出場はしなかった。
2010年のプレシーズンゲームで靭帯を損傷した。10月10日のニューオーリンズ・セインツ戦ではドリュー・ブリーズからインターセプトリターンタッチダウンをあげて前シーズンのスーパーボウルチャンピオン撃破に貢献した。3インターセプト、17パスディフェンスをあげたが、6タッチダウンを許している。

### フィラデルフィア・イーグルス
2011年、ケビン・コルブとのトレードで、2012年のドラフト2巡指名権と共にフィラデルフィア・イーグルスへ移籍した。
2012年のピッツバーグ・スティーラーズとのプレシーズンゲームで相手QBバイロン・レフトウィッチへのアンネセサリーラフネスの反則で、2万1000ドルの罰金を科された

### デンバー・ブロンコス

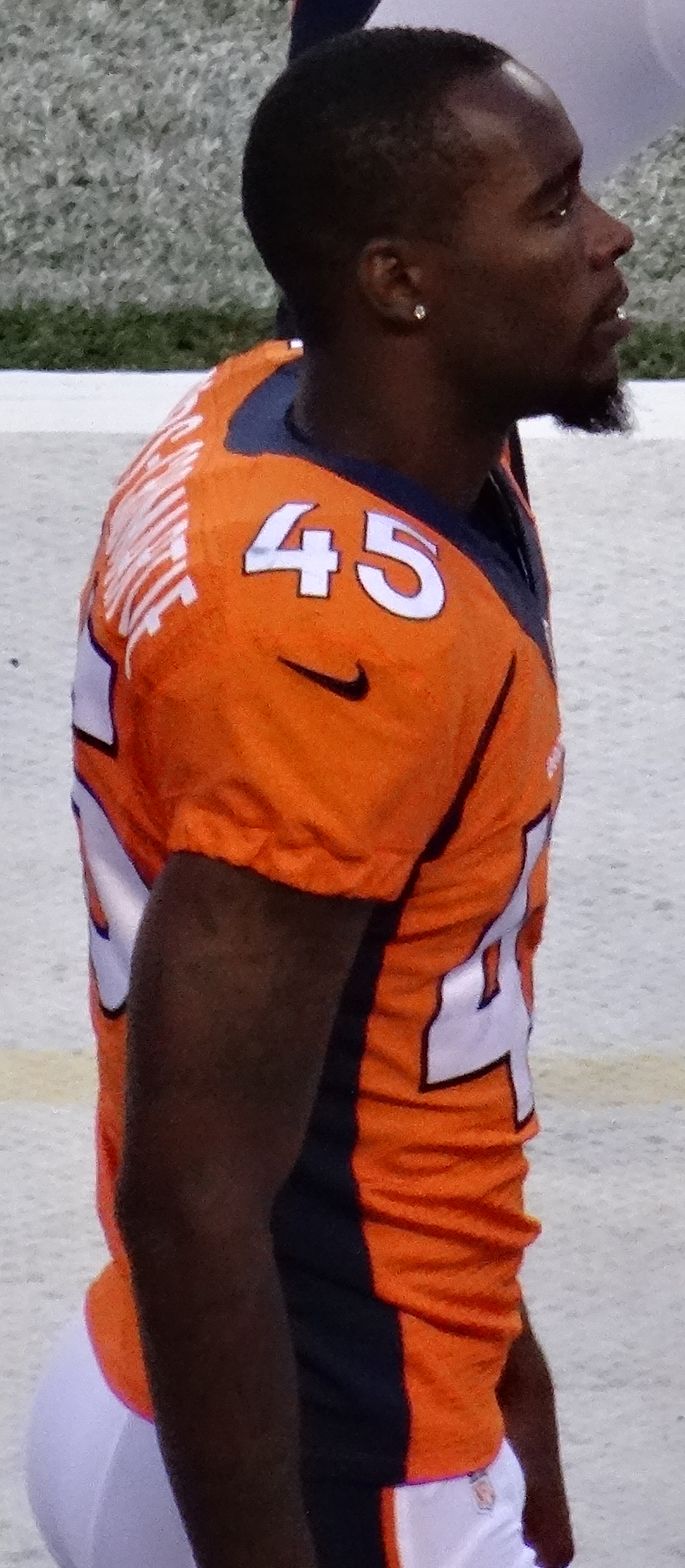
ブロンコス時代

2013年3月13日、デンバー・ブロンコスと1年500万ドルで契約を結んだ。この年、15試合に出場して3インターセプト、14パスディフェンスの活躍を見せた。チームは第48回スーパーボウルに進出した。2014年1月27日にスーパーボウルに勝ったら現役を引退するといった内容の報道がなされたが、翌28日に前日の発言は引退を意味するものではなく、自身が1年契約であることを示したものであったと語った。

### ニューヨーク・ジャイアンツ

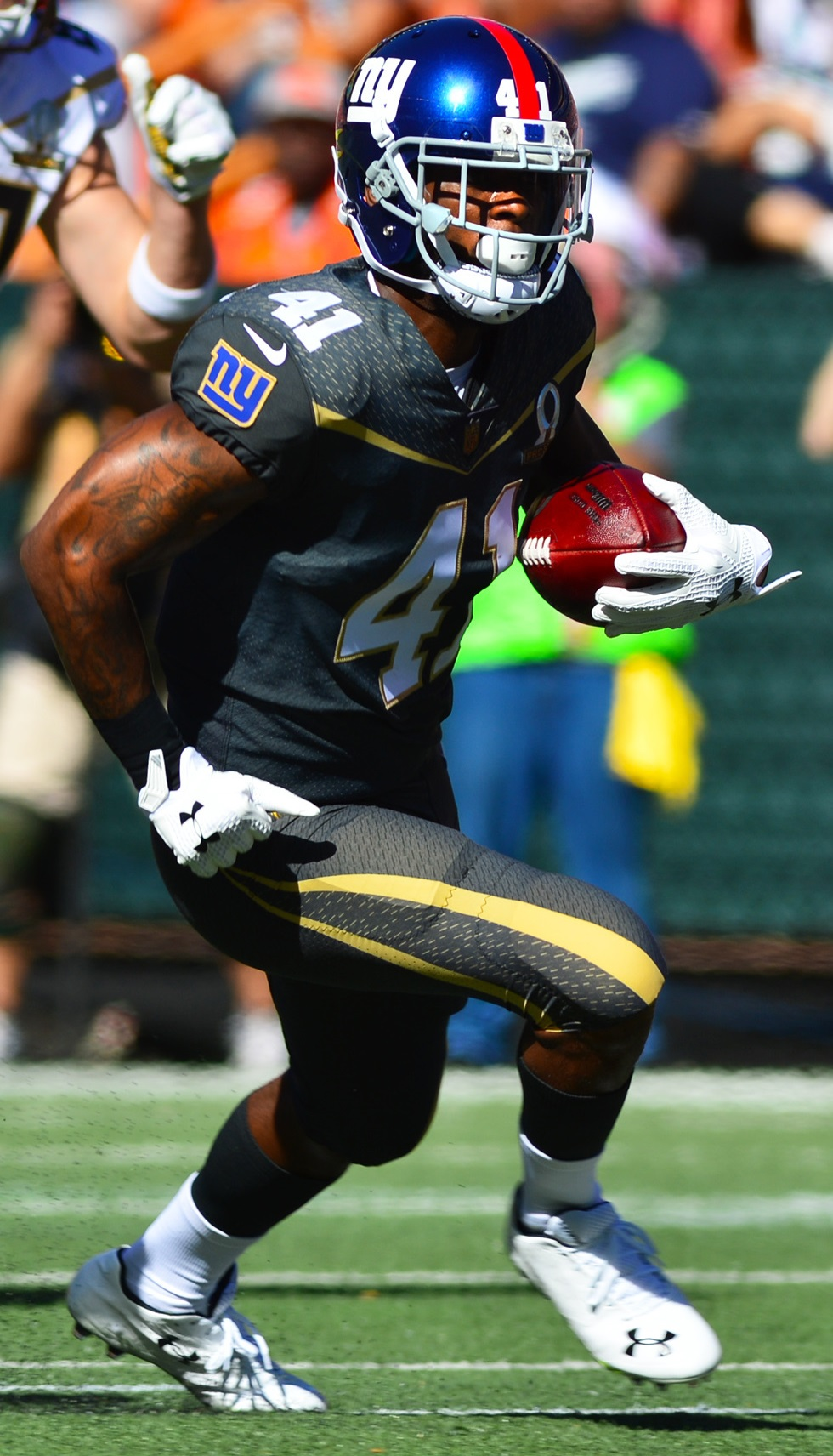
ジャイアンツ時代

2014年3月17日にニューヨーク・ジャイアンツと契約した。このシーズンは38タックル、2インターセプト、12回のパスディフェンドを記録した。
2015年シーズンはキャリアハイとなる58タックルを挙げ、2つのファンブルフォース、3インターセプト、13回のパスディフェンドを記録しし、プロボウルにも選出された。
2016年シーズンは6インターセプトを記録する活躍をみせオールプロのセカンドチームに選ばれた。
2017年シーズンには練習中にHCと口論になるというトラブルを起こし、10月11日に出場停止処分を受けた。この年のシーズンオフにFAとなった。

### オークランド・レイダース
2018年8月23日にオークランド・レイダースと契約した。10月30日に現役引退を表明した。

### ワシントン・レッドスキンズ
2019年3月に現役復帰を表明し、3月15日にワシントン・レッドスキンズと契約した。しかし怪我の影響により2試合の出場に留まった。

## 人物
従兄弟のアントニオ・クロマティもNFL選手。